# 2 Cool 4 Skool
2 Cool 4 Skool ist die erste EP der südkoreanischen Boygroup BTS, welche am 13. Juni 2013 über Big Hit Entertainment erschien. Auf der EP befinden sich neun Lieder, von denen No More Dream und We Are Bulletproof Pt.2 als Single veröffentlicht wurden.

## Hintergrund und Werbung
Am 21. Mai 2013 startete die Agentur der Gruppe BigHit Entertainment einen Countdown auf der Website der Gruppe und veröffentlichte am 26. Mai einen Debüt-Trailer auf YouTube. Die Konzept-Bilder des Albums und der Mitglieder wurden auf Facebook veröffentlicht. Am 6. Juni teilte BigHit die Track-List des Albums auf Twitter und der Teaser zu No More Dream wurde ebenfalls veröffentlicht.
Am 12. Juni 2013 – vor dem offiziellen Debüt – gab die Gruppe eine Pressekonferenz mit Performances von No More Dream und We Are Bulletproof Pt.2. Das offizielle Debüt hatte BTS am 13. Juni bei Mnets M Countdown. 2015 gab die Gruppe im Rahmen der Live Trilogy Episode I: BTS Begins zwei Konzerte, auf welchen sie die Lieder des Albums vorstellten.

## Musikvideos
Das Musikvideo zu No More Dream erschien am 11. Juni – vor dem offiziellen Debüt der Gruppe. Später erschien eine Tanzversion des regulären Musikvideos. Am 16. Juli kam der Videoclip zu We Are Bulletproof Pt.2.

## Kommerzieller Erfolg
No More Dream landete am 29. Juni 2013 auf Platz 14 der Billboard World Digital Songs und verbrachte drei Wochen auf der Liste. Das Album erreichte Platz 5 der wöchentlichen und Platz 10 der monatlichen Gaon Album Charts. Es war das 65. meistverkaufte Album des Jahres in Korea.

## Titelliste
| Nr.          | Titel                                 | Text                                                        | Musik        | Länge |
| ------------ | ------------------------------------- | ----------------------------------------------------------- | ------------ | ----- |
| 1.           | Intro: 2 Cool 4 Skool (feat. DJ Friz) |                                                             | Supreme Boi  | 1:03  |
| 2.           | We Are Bulletproof Pt.2               | Bang Si-Hyuk • Supreme Boi • Suga • RM • J-Hope • Jung Kook | Pdogg        | 3:45  |
| 3.           | Skit: Circle Room Talk                |                                                             | Pdogg        | 2:11  |
| 4.           | No More Dream                         | Bang Si-Hyuk • Supreme Boi • RM • Suga • J-Hope • Jung Kook | Pdogg        | 3:42  |
| 5.           | Interlude                             |                                                             | Slow Rabbit  | 0:52  |
| 6.           | 좋아요 (I Like It)                    | Suga • RM • J-Hope                                          | Slow Rabbit  | 3:51  |
| 7.           | Outro: Circle Room Cypher             |                                                             | Pdogg        | 3:49  |
| 8.           | Skit: On The Start Line               |                                                             |              | 2:33  |
| 9.           | 길 (Road/Path)                        |                                                             |              | 3:48  |
| Gesamtlänge: | Gesamtlänge:                          | Gesamtlänge:                                                | Gesamtlänge: | 25:06 |

## Chartplatzierungen
| ChartsChartplatzierungen | Höchstplatzierung | Wochen |
| ------------------------ | ----------------- | ------ |
| Südkorea (KMCA)          | 5 (477 Wo.)       | 477    |

| ChartsJahrescharts (2013) | Platzierung |
| ------------------------- | ----------- |
| Südkorea (KMCA)           | 65          |

| ChartsJahrescharts (2015) | Platzierung |
| ------------------------- | ----------- |
| Südkorea (KMCA)           | 96          |

| ChartsJahrescharts (2016) | Platzierung |
| ------------------------- | ----------- |
| Südkorea (KMCA)           | 90          |

| ChartsJahrescharts (2017) | Platzierung |
| ------------------------- | ----------- |
| Südkorea (KMCA)           | 98          |

| ChartsJahrescharts (2018) | Platzierung |
| ------------------------- | ----------- |
| Südkorea (KMCA)           | 85          |

| ChartsJahrescharts (2019) | Platzierung |
| ------------------------- | ----------- |
| Südkorea (KMCA)           | 76          |

| ChartsJahrescharts (2021) | Platzierung |
| ------------------------- | ----------- |
| Südkorea (KMCA)           | 90          |